# Ртищев, Фёдор Михайлович Меньшой
Фёдор Михайлович Ртищев (Меньшой) (ок. 1628 — 28 января (7 февраля) 1663) — комнатный стольник (1647), царский стольник (1658) и «ближний человек» царя Алексея Михайловича.

## Биография
Сын окольничего Михаила Алексеевича Ртищева и младший брат окольничего Фёдора Михайловича Большого Ртищева.
Летом 1645 года Фёдор Меньшой вместе со своим отцом Михаилом и старшим братом Фёдором Большим находился в Туле, где служил в полку боярина князя Якова Куденетовича Черкасского. 25 августа (4 сентября) 1645 года Ртищевы, отец и сыновья, были вызваны царем Алексеем Михайловичем в Москву. Михаил Ртищев, отец Фёдора, получил должность стряпчего с ключом, а через год стал постельничим. Фёдор Меньшой также был пожалован в стряпчие. В 1647 году Ф. М. Ртищев был назначен комнатным стольником.
16 (26) января 1648 года на свадьбе царя Алексея Михайловича с Марией Ильиничной Милославской, близкой к семье Ртищевых, Фёдор Михайлович Меньшой устилал путь новобрачным «от церкви к месту и от места к сеннику». Затем Фёдор Ртищев был назначен одним из комнатных стольников царицы Марии Ильиничны. Будучи при дворе, Фёдор Михайлович Ртищев участвовал в царских походах на богомолье, а во время торжественных приёмов был чашником, то есть наливал питье за обедом. В 1654 и 1655 годах Фёдор Меньшой Ртищев, получивший звание есаула и ближнего человека, сопровождал царя в двух военных походах на Великое княжество Литовское. В 1656 году в чине есаула участвовал в походе русской армии под предводительством царя Алексея Михайловича на Ригу. В августе 1658 года был пожалован в царские стольники. Жена Фёдора Ртищева — Ульяна Степановна (урожденная Навалкина) была приезжей боярыней царицы Марии Ильиничны.
Владел вотчинами в Козельском, Коломенском и Алексинском уездах (652 четверти).

## Семья
Фёдор Михайлович Меньшой Ртищев был женат с 1649 года на Ульяне Степановне Навалкиной, дочери дворянина московского Степана Петровича Навалкина, которая после смерти своего отца унаследовала его вотчину (села Языково и Радилово с деревнями во Владимирском уезде). Дети: Евдокия, Мария и Михаил. Мария Фёдоровна Ртищева стала женой Ивана Бутурлина. Евдокия Фёдоровна Ртищева была дважды замужем. В 1668 году вышла замуж за стольника князя Фёдора Фёдоровича Хилкова (ум. 1681), а в феврале 1682 года вторично стала женой боярина князя Андрея Григорьевича Ромодановского (ум. 1686).